# Petzäll
Petzäll är en svensk släkt med ursprung i Lübeck.
Till denna släkt hörde fabrikören Claes Petzäll som innehade Borås Presenningsfabrik. Han var far till bland andra kontraktsprosten Erik Petzäll, bondkomikern Nils Petzäll och filosofen Åke Petzäll. I generationen efter märks historikern Marie Nordström. I senare led märks politikern William Petzäll.

## Stamtavla över kända ättlingar
- Claes Petzäll (1855–1929), fabrikör, Borås
  - Erik Petzäll (1895–1971), präst
  - Nils Petzäll (1898–1968), disponent, bondkomiker
    - Göran Petzäll (född 1939)
      - Annika Petzäll (född 1962)
        - William Petzäll (1988–2012), politiker

  - Åke Petzäll (1901–1957), filosof och professor
    - Marie Nordström (född 1931), historiker, politiker
    - Sophie Petzell (född 1940), journalist, gift med Erland Lagerlöf, konstvetare